# Gare de Cheilly-lès-Maranges
Gare de Cheilly-lès-Maranges vasútállomás Franciaországban, Cheilly-lès-Maranges településen.

## Vasútvonalak
Az állomást az alábbi vasútvonalak érintik:
- Nevers-Chagny-vasútvonal

## Kapcsolódó állomások
A vasútállomáshoz az alábbi állomások vannak a legközelebb:
- Gare de Santenay-les-Bains (Gare de Chagny, Nevers-Chagny-vasútvonal)
- Gare de Saint-Léger-sur-Dheune (Gare de Nevers, Nevers-Chagny-vasútvonal)